# Бидон

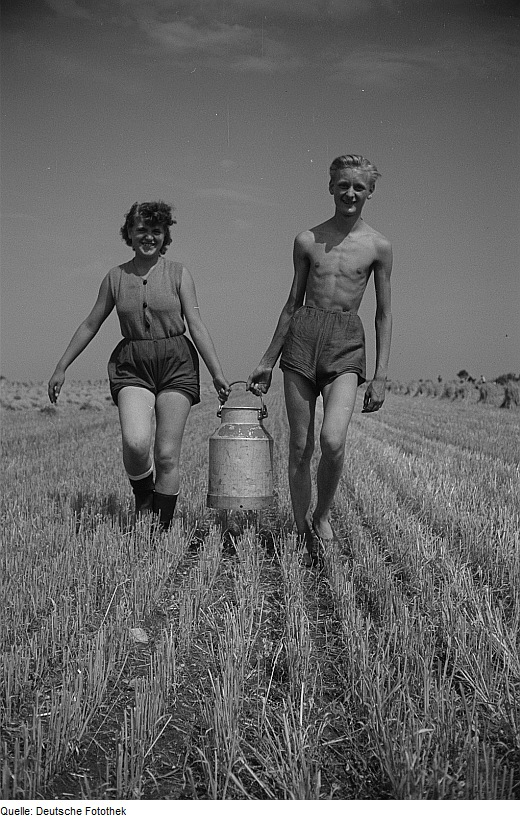

Бидо́н (фр. Bidon) — металлическая или пластмассовая ёмкость для перевозки жидкостей, чаще всего молока, либо жидкого топлива (керосина, дизельного топлива), с одной или несколькими ручками для переноски. Как правило цилиндрической (реже — прямоугольной) формы с широким горлом. Закрывается обычно металлической крышкой. В бидонах, предназначенных для транспортировки на транспортных средствах могут использоваться герметически закрывающиеся крышки — чтобы не допустить пролива при опрокидывании бидона.
В русском разговорном языке большой алюминиевый или жестяной бидон с герметичной крышкой и двумя ручками по бокам часто называют фляга. В то же время сопоставимая по размеру ёмкость с одной ручкой всё равно называется бидоном.